# Gore, Hrastnik
Gore este o localitate din comuna Hrastnik, Slovenia, cu o populație de 101 locuitori.